# Camitocomus nodosus
Camitocomus nodosus är en skalbaggsart som beskrevs av Maria Helena M. Galileo och Martins 1991. Camitocomus nodosus ingår i släktet Camitocomus och familjen långhorningar. Inga underarter finns listade.